# Friona okinawana
Friona okinawana är en stekelart som beskrevs av Tohru Uchida 1930. Friona okinawana ingår i släktet Friona och familjen brokparasitsteklar. Inga underarter finns listade i Catalogue of Life.